# Theodoros Manousis

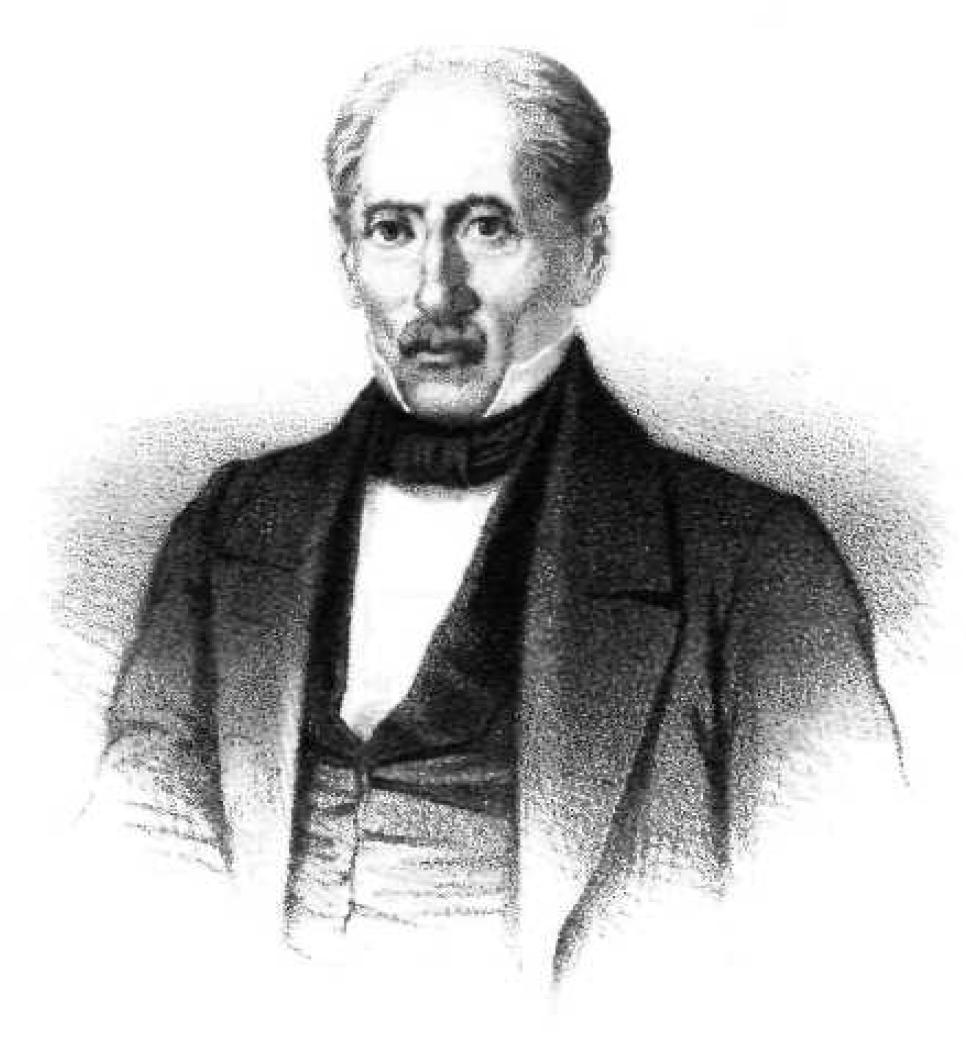
Theodoros Manousis

Theodoros Manousis (griechisch Θεόδωρος Μανούσης, * 1793 in Siatista; † 1858 in Athen) war ein griechischer Historiker. Von 1837 bis 1858 war er der erste Inhaber des Lehrstuhls für Allgemeine und griechische Geschichte an der Universität Athen und damit auch ein früher Neogräzist.
Manousis' Vater war ein reicher Kaufmann und sandte ihn zum Studium nach Budapest und an die Universitäten Leipzig und Göttingen. Er verlor jedoch beide Eltern noch in frühem Alter verloren und kam 1808 unter die Vormundschaft eines Onkels in Wien. Dort machte er die Bekanntschaft von Theoklitos Farmakidis und war für kurze Zeit Herausgeber der Zeitschrift Ερμής ο Λόγιος. Nach einem Aufenthalt in Italien kehrte er 1830 nach Griechenland zurück, floh wieder von dort und kam endgültig 1834 zurück. Anfänglich diente er als Richter am Areopag und als königlicher Bevollmächtigter der Ιερά Σύνοδος (der Heiligen Synode; 1835 bis 1843). Von der Gründung der Universität Athen an lehrte er über zwanzig Jahre (1837 bis 1858) als Professor für Allgemeine Geschichte. Im akademischen Jahr 1845 bis 1846 war er Rektor der Universität, 1849 bis 1850 Dekan ihrer Philosophischen Fakultät. Er wird der griechischen Aufklärung (διαφωτισμός diaphotismos) zugerechnet.